# Izrael Fajwiszys
Izrael Fajwiszys (ur. 11 stycznia 1887 w Jampolu, zm. 4 listopada 1943 w Poniatowej) – polski dyrygent.

## Życiorys
Fajwiszys w młodości śpiewał w chórach synagogalnych. Jako absolwent konserwatorium muzycznego prowadził chór synagogi w Brodach. Następnie po przeprowadzce do Tarnowa kierował chórem synagogi postępowej i założył Towarzystwo Śpiewacze „Harmonia”. Po 1914 r. przeprowadził się do Wiednia gdzie ukończył studia, następnie pracował w synagodze Tempel w Krakowie, a później we Lwowie. W 1922 r. zamieszkał w Łodzi, gdzie pracował jako nauczyciel muzyki w męskim i żeńskim gimnazjum Towarzystwa Żydowskich Szkół Średnich oraz dyrygent chóru Żydowskiego Towarzystwa Literacko-Muzycznego „Hazomir” w Łodzi, a także był współzałożycielem towarzystwa śpiewaczego „Szir”, liczącego 80 członków. Po wybuchu II wojny światowej został przesiedlony wraz z rodziną do warszawskiego getta, gdzie działał w podziemiu. Został złapany wraz z córką przez Niemców w trakcie powstania w getcie warszawskim i przetransportowany do Poniatowej.

### Pozostała działalność
Fajwiszys był również członkiem Lewicy-Poalej Syjon, a także dyrygentem wielu chórów dziecięcych, w tym chóru organizacji Dror oraz chórów szkolnych. W konkursie zorganizowanym przez CENTOS w getcie warszawskim, chór kierowany przez Fajwiszysa zdobył pierwszą nagrodę.

### Życie prywatne
Fajwiszys wraz z żoną, Malką z domu Hakman mieli dwoje dzieci, córkę Perelę oraz syna Józefa Kutrzebę (1927–2013). Fajwiszys wraz z córką zginął w trakcie Aktion Erntefest w obozie pracy w Poniatowej 4 listopada 1943 r.